# Albatros Airways
Albatros Airways – nieistniejąca albańska tania linia lotnicza, która działała w latach 2004–2006. Miała swoją siedzibę w Tiranie. Jego główną bazą był port lotniczy Tirana im. Matki Teresy. 
Linia powstała i rozpoczęła działalność 3 listopada 2004 roku. 1 września 2006 r. linia lotnicza została uziemiona przez albańskie władze lotnicze z powodu niepłaconych opłat.

## Cele podróży
Albatros Airways latały do następujących miejscowości (stan na lipiec 2006 r.):

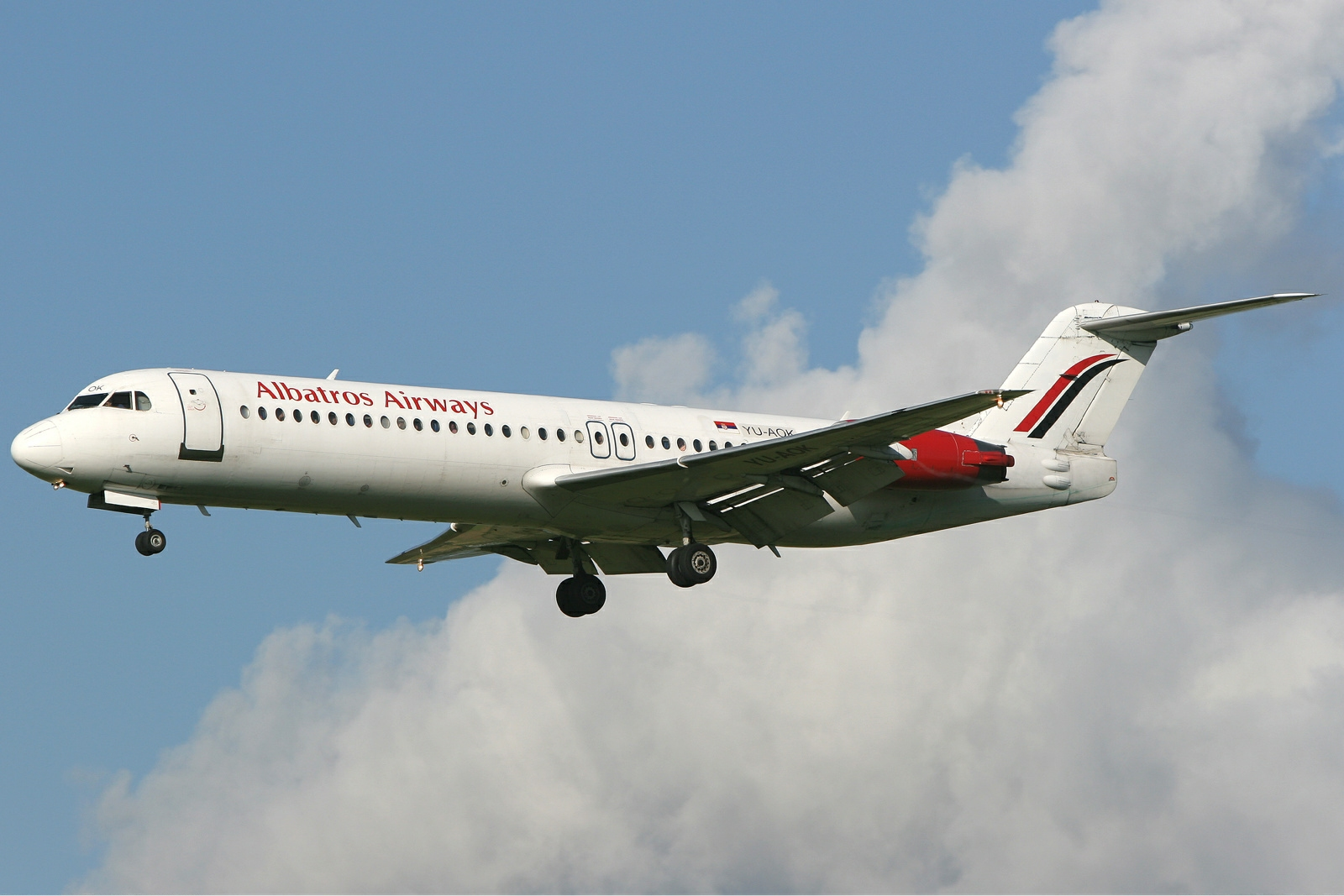
Fokker 100 linii Albatros Airways

 Albania
- Tirana

 Włochy
- Bari
- Mediolan
- Pescara
- Piza
- Rimini
- Wenecja
- Werona

## Flota
Fota Albatros Airways obejmuje (stan na sierpień 2006):
- 1 sztuka Fokkera 100 (dzierżawiony od Montenegro Airlines).